# Мадам д’Эсперанс
Мадам д’Эсперанс (англ. Mme. d’Esperance, настоящее имя — Элизабет Хоуп, англ. Elizabeth Hope, 1855—1919), британская медиум и ясновидящая, на сеансах которой, если верить сообщениям очевидцев, происходили драматические и необъяснимые явления частичной и полной материализации. Элизабет Хоуп, дававшая публичные сеансы под псевдонимом Mme. d’Esperance, оказалась в числе первых жертв чрезмерно рьяных «разоблачителей»: в 1883 году в Гельсингфорсе она получила эктоплазмический удар, результатом которого явился частичный разрыв лёгкого.
«Мадам д’Эсперанс оставила после себя не только убедительные и качественные свидетельства реального медиумизма, но и явила собой яркий пример того, с какими огромными проблемами вынуждены были сталкиваться женщины-медиумы в викторианской Англии», — писал в «Энциклопедии психической науки» (1934) Нандор Фодор.
О своей жизни, наполненной потусторонними видениями и жестокостью «проверяющих», Элизабет Хоуп рассказала в автобиографической книге «Страна теней», которая вышла в марте 1897 года. Написавший предисловие к ней А. Н. Аксаков, один из исследователей феномена д’Эсперанс, назвал книгу «честной и печальной историей разочарований, с которыми приходилось раз за разом сталкиваться этой искренней душе, всегда стремившейся к правде».

## Биография
О своем детстве в Лондоне Элизабет Хоуп подробно рассказала в автобиографической книге «Страна теней» (1887). Семья жила в очень старом доме, и почти с младенчества девочка стала замечать здесь загадочные фигуры незнакомцев, которых она называла «людьми-тенями» («shadow people»). Некоторые проскальзывали сквозь неё, не замечая, другие улыбались ей и раскланивались, когда та поднимала и показывала им куклу. «Люди-тени» стали её первыми друзьями. Они не ассоциировались в её представлении с привидениями, о которых рассказывала горничная: в этих фигурах, по её воспоминаниям, не было ничего сверхъестественного, кроме одного: неосязаемости.
Детство Элизабет было несчастливым: она страдала галлюцинациями и сомнамбулизмом. Горячо любимый ею отец (капитан корабля) почти не бывал дома, а мать сурово отчитывала дочь каждый раз, когда та пыталась в очередной раз рассказать ей об очередной встрече с «тенями». Наконец Элизабет отвели к доктору, который сообщил ей, что «такие, как она, заканчивают жизнь в психиатрических больницах». «Я пришла в ужас от этих слов и с тех пор неустанно молила Господа, чтобы он не позволил мне сойти с ума», — вспоминала Элизабет в биографии:31. Единственным счастливым воспоминанием детства было для неё плавание на корабле отца в 1867 году. Но даже эта идиллия оказалась омрачена ужасным видением: на её глазах «корабль-тень» врезался в их судно и прошёл сквозь него.
Общение с «тенями» не прекращалось; нараставшая убеждённость, что сумасшедшего дома не миновать, привела к тому, что к 14 годам девочка испытала тяжёлый нервный припадок, за которым последовал период полного истощения. Затем в школе с Элизабет случилось происшествие, подробное описание которого она также приводит в автобиографии 1897 года. Получив задание — подготовить экзаменационное сочинение о природе, — Элизабет не смогла написать ни слова. Последний вечер она провела с молитвой и плакала, пока не уснула, оставив на столе листы чистой бумаги. Проснувшись утром и подойдя к столу, она увидела, что листы исписаны её собственной рукой. Это было заданное на дом сочинение. Учительница пришла в такой восторг от эссе, что отнесла его ректору. В день экзаменов тот вслух прочел сочинение ученикам и объявил его лучшим в классе. Узнав об истории его написания, он объяснил случившееся как результат прямого ответа свыше на услышанную молитву.

### Начало медиумистской деятельности
В возрасте 19 лет Элизабет вышла замуж и (под фамилией Рид) переехала в Ньюкасл. Здесь «люди-тени» продолжали появляться перед ней постоянно. Примерно в это время она впервые услышала о спиритуализме и о странных явлениях, происходящих на спиритических сеансах. В начале 70-х годов, поборов нерешительность, она вняла уговорам друзей и приняла участие в своем первом сеансе. В автобиографии Элизабет вспоминала, как, едва она села за стол, «…в крышке его начались ужасающие вибрации… которые постепенно перешли на другие его части». Выяснилось, что невидимая сила, управлявшая столом, способна отвечать на её вопросы. Стол стуками (с использованием условного кода) точно указал место, где в данный момент находился её отец: позже (если верить автобиографии) этот факт был проверен и подтвержден.
Элизабет стала регулярно принимать участие в сеансах и производить здесь самые неожиданные эффекты. Особенно изумляла гостей пара запонок, которая исчезала, после чего стол стуками сообщал присутствующим их местонахождение — например, на самом дне цветочного горшка. Запонки, ставшие постоянной частью атрибутики её сеансов, однажды упали с потолка — в чашку кофе одного из приглашенных. Кроме того, Элизабет стала проявлять способности к ясновидению. В книге «Страна теней» описывается случай, когда некто мистер Ф. прикрыл ей глаза ладонью, и она тут же начала описывать события, происходившие с ним 12 лет назад:89.
Впервые поделившись со знакомыми своими впечатлениями от общения с «людьми-тенями», Элизабет впервые в жизни встретила понимание и интерес, отчего почувствовала огромное психологическое облегчение. Друзья предложили ей научиться автоматическому письму. Она почувствовала в руке «покалывающие, болезненные ощущения» — и тут же рука стала двигаться, записывая сообщения. Во главе кружка её невидимых респондентов оказался американец «Уолтер Трейси», утверждавший, что он — выпускник Йельского университета, участвовавший в Гражданской войне и утонувший в возрасте 21 года. По словам Элизабет, Уолтер «стал всеобщим любимцем, принося с собой атмосферу веселья, жизненности и жизнерадостности». В биографии она замечает, что много лет спустя пообщалась с реальным американцем, учившимся в Йельском университете во времена Уолтера, и была поражена тем, насколько имена, названия, привычки и обычаи, которая описывал её «дух-контролер» соответствовали тому, о чём рассказал её знакомый:134. Вскоре к «Уолтеру» присоединился (самопровозглашенный) философ «Юмнер Стаффорд», а также семилетняя девочка «Нинья».
У Элизабет проявилась способность к «художественному медиумизму»: она начала зарисовывать призрачные фигуры в темноте, которая (по её словам) в моменты появления фигур, словно бы рассеивалась. Художественный медиумизм Элизабет стал популярен: она проехала с сеансами по Франции, Норвегии, Бельгии, Швеции и Германии, выступая под псевдонимом «Mme. d’Esperance». Медиум решила взять уроки рисования, но они сослужили ей дурную службу. По воспоминаниям д’Эсперанс, едва только её техника рисования улучшилась, как светящиеся фигуры перестали появляться. С этих пор каждая её попытка сделать карандашный набросок в темноте сопровождалась сильными головными болями.
Однажды гостем сеанса Мадам д’Эсперанс оказался Т. П. Баркас, известный в Ньюкасле автор научно-популярных лекций. Он рассказал присутствующим о готовившемся цикле и упомянул некоторые эксперименты, которыми задумал проиллюстрировать свои выступления. Пока Баркас ораторствовал, рука медиума с карандашом двигалась по бумаге. Когда присутствующие прочли это письменное сообщение, Баркас пришёл в замешательство: невидимый гость утверждал, что его теории ошибочны. Баркас стал регулярно посещать сеансы Мадам д’Эсперанс, задавая вопросы научного свойства. Согласно записям, оставшимся в архивах медиума и позже вошедших в книгу «Страна теней», дух «Юмнер Стаффорд» в беседах с Баркасом описал (тогда ещё не существовавший) телефон, а также предсказал появление разновидности телеграфа, который сможет передавать на любые расстояния рукописные послания. В цикле Баркаса появилась новая, заключительная лекция под заголовком: «Недавний эксперимент в психологии. Выдающиеся ответы на научные вопросы, дававшиеся юной леди весьма ограниченного образования». Спустя год эксперименты здоровье Мадам д’Эсперанс ухудшилось и эксперименты с научными сообщениями пришлось приостановить.
Она отправилась лечиться на юг Франции, вернулась, преисполненная миссионерских замыслов, но вдруг обнаружила, что её медиумистские способности изменились: резко ослаб, в частности, дар ясновидения. Тем не менее, Мадам д’Эсперанс согласилась приехать в Бремен к профессору Фризе и подвергнуться наблюдениям. В результате Фризе объявил себя спиритуалистом: так был положен конец наушмевшему в то время конфликту между профессорами Фризе и Цольнером — на почве вопроса о реальности спиритического феномена. Позже профессор Фризе опубликовал две книги: «Jenseits des Grabens» и «Stimmen aus der Geister Reich».

### Начало экспериментов с материализацией
Из Бремена Мадам д’Эсперанс направилась в Швецию. Здесь началась серия новых экспериментов, в ходе которых медиум прочитывала сообщения на незнакомых ей языках помещенные в запечатанные конверты. В Швеции же Мадам д’Эсперанс сделала первую попытку произвести материализацию. В автобиографии она вспоминала, что в тот момент почувствовала, как воздух вокруг неё «взволновался, словно бы птица пролетела совсем рядом». Тут же она ощутила чьё-то невидимое прикосновение, отчего «исчезли страх и волнение»:227. В ходе второй попытки появилась эктоплазма: при этом медиум, по её словам, почувствовала, как «словно бы нити вытягиваются из пор кожи». По реакции гостей она догадалась, что за пределами кабинета присутствует посторонний. Едва удерживаясь на подкашивавшихся ногах, она выглянула и увидела зависшее в воздухе «смеющееся лицо Уолтера».
В течение последующих шести недель «Уолтер» овладел искусством полной материализации. При этом для медиума он оставался невидимым: та вспоминала, что в моменты его появления теряла силы, как физические, так и умственные. В голове её «проносились мысли всех, кто находился в комнате», но каждое движение требовало огромного напряжения, причём стоило ей сдвинуться с места, как материализованная форма устремлялась к кабинету, словно бы опасаясь, что будет вот-вот лишена энергетической поддержки.
Сеансы Мадам д’Эсперанс, теперь многолюдные и популярные, проходили днём в полумраке при задёрнутых шторах, вечером — при слабом свете газовой лампы. Мадам д’Эсперанс настаивала на том, что не должна получать денег от своей работы: все сборы шли на организационные расходы, излишки раздавались нуждавшимся. О бескорыстии медиума, её величайшей щедрости и сочувствии к бедным писал, в частности, Х. Боддингтон.

### Появление «Иоланды»
Вскоре «Уолтер» отошёл в тень: на смену ему явилась фигура ещё более экзотическая: 15-летняя арабская девушка по имени Иоланда. С её появлением сеансы Мадам д’Эсперанс, по словам очевидцев, превратились в фантастический спектакль, наполненный чудесами, относительно истинной природы которых исследователи впоследствии так и не пришли к единому мнению. При том, что Иоланда была очень любопытна и чаще задавала вопросы, чем отвечала на них, она делала все возможное, чтобы зрители не скучали: лишала физические объекты видимости, приносила в комнату непонятно откуда цветы и растения. Но главным чудом сеансов с её участием был сам процесс материализации. А. Конан Дойль в «Истории спиритуализма» так описывает его (ссылаясь на впечатления присутствовавших на сеансе членов кружка Мадам д’Эсперанс, приведённые ею же в автобиографии):
Сначала на полу перед «кабинетом» мы заметили лёгкое облачко чего-то белого. Оно постепенно разрасталось; со стороны это было похоже на оживший кусок муслина, который падал на пол волнами до тех пор, пока не достиг 2,5-3 футов по площади и нескольких дюймов по толщине… Спустя некоторое время он начал приподниматься в центральной части, как будто под ним находилась человеческая голова, пока облачный слой не стал напоминать водопад муслиновых волн, стелившихся по полу. Время от времени эта облачная субстанция приподнималась над полом на 2-3 фута. Казалось, что под ней находится маленький ребёнок, двигающий своими ручками в разные стороны, как бы что-то передвигая под слоем туманного вещества. Оно продолжало расти вверх, пока не достигло высоты около 5 футов и не приобрело видимые очертания фигуры, задрапированной в складках муслина. Затем фигура подняла свои руки над головой, высвобождаясь из туманных муслиновых складок. Тут все увидели грациозную фигуру Иоланды во всей своей красе. Она была ростом около 5 футов, на голове — изящный тюрбан, из-под которого виднелась чёрная грива густых волос, спадавших на спину… Фигура её была укутана массивным слоем белого облака, спускающегося до самого ковра на то самое место, откуда это облако появилось. Всё превращение заняло не более 10-15 минут.А. Конан Дойль о сеансе Д'Эсперанс:255
В ходе сеансов с материализацией Мадам д’Эсперанс, как правило, уже не впадала в транс: она находилась в ясном сознании, но не могла двигаться из-за полного отсутствия сил. При этом она ощущала полную связь с материализованной фигурой. «Казалось, я при этом теряю не столько индивидуальность, сколько силу и значительную часть своей материальной сути», — позже писала она:271. Впоследствии реальность этого предположения была зафиксирована и подтверждена А. Н. Аксаковым, автором книги «Случай частичной дематериализации» («A Case of Partial Dematerialization»), в основу которой легли его наблюдения за Мадам д’Эсперанс.

### Цветочные аппорты
Другим «чудом» в арсенале Иоланды были цветочные аппорты. Обычно она просила заранее приносить в комнату воду, песок и цветочную вазу. Затем, размешав в вазе воду с песком, она покрывала её подолом, после чего являла присутствующим очередной «подарок». Именно таким образом на сеансе 4 августа 1880 года из ниоткуда появился удивительной красоты цветок высотой два фута: Иоланда принесла его для одного из гостей, Уильяма Оксли. Позже выяснилось, что это Ixora Crocata, произрастающая в Индии:84. В течение трёх последующих месяцев цветок жил дома у Оксли под наблюдением его садовника.
Ещё более удивительное происшествие случилось на сеансе 28 июня 1890 года на глазах у многочисленных гостей, в числе которых были исследователи феномена: А. Н. Аксаков, а также профессора Фидлер и Бутлеров. Для них по воле Иоланды в вазе с водой и песком внезапно появилась семифутовая золотая лилия с 11 цветками. Иоланда объяснила, что заимствовала цветок ненадолго и должна тут же отправить его обратно. Но выяснилось, что у медиума не хватает энергии, чтобы дематериализовать цветок.
Нандор Фодор так описывает этот случай:
Медиум заявила, что цветок находился в комнате уже в тот момент, когда гости в неё вошли, - просто оставался для них невидимым. Более того, он был «готов к реинтеграции» за полчаса до проявления в пространстве. После того, как профессор Бутлеров сфотографировал золотую лилию, Иоланда... попыталась забрать аппорт с собой. Сделать этого она не смогла, отчего пришла в полное отчаяние. Иоланда попросила присутствующих оставить цветок в темноте и подождать пока она не вернется, чтобы забрать его. Семь дней спустя в ходе следующего заседания цветок исчез - так же внезапно, как появился. В 9 часов 30 минут он появился в середине круга, образованного присутствующими. Также в 9-30 ровно через неделю пропал бесследно.Н. Фодор
Поражённый увиденным, Оксли стал завсегдатаем сеансов мадам Мадам д’Эсперанс. Именно ему принадлежала идея погружать ладони и ступни «духа» в гипс. Тем самым были получены, во-первых, реальные слепки «призрачных» рук и ног, во-вторых — доказательство того факта, что гостья способна исчезать из гипса, не разрушая его. Это был, как утверждал в своей книге Б. Инглис, «тест, который Иоланда выдержала с честью». О событиях, происходивших на сеансах Мадам д’Эсперанс Уильям Оксли впоследствии рассказал в пятитомнике «Ангельские откровения» («Angelic Revelations»). Скептики продолжали считать, что цветы могли быть принесены медиумом в комнату для сеанса заранее. Их оппоненты утверждали, что мошенничество в данном случае невозможно, поскольку весь процесс проходил у них на глазах.

### Миссионерская деятельность
Как впоследствии признавалась сама Элизабет Хоуп в автобиографии, феноменальная популярность не делала её счастливее. Время от времени она погружалась в глубокую депрессию, мучалась страхами и сомнениями (в основном, религиозного свойства, касавшимися возможного «участия дьявола»). Облегчение ей приносили лишь редкие случаи отделения души от тела, когда она ощущала приливы величайшего духовного подъёма. «Какой удивительно сильной и лёгкой я себя чувствовала! Впервые я поняла, что это такое — жить!…», — говорила она. Такие явления возвращали её к мыслям об «истинной силе идей спиритуализма» и напоминали о миссии: помогать безутешным людям, потерявших близких.
В своей книге Мадам д’Эсперанс описывает случай, когда на сеансе материализовалась фигура юного матроса и в комнате «раздались восклицания, взволнованные и радостные». Мальчик подошёл к гостье и обнял её. «Это мой сын! — проговорила та. — Мое единственное дитя, которого, как я думала, я никогда больше не увижу! Он совсем не изменился. Он — все такой же, мой мальчик…» На другом сеансе, почти перед самым его завершением, некой миссис Битклифф явилась материализованная фигура её мужа. По окончании встречи гости подписали совместное заявление, в котором подтвердили как сам этот факт, так и то, что все они узнали этого человека. На следующий сеанс миссис Биклифф привела обеих своих дочерей, и фигура покойного отца явилась вновь. В своей книге Элизабет рассказывает о нескольких подобных случаях, в частности, о женщине, которая материализовалась через несколько дней после собственных похорон и тут же была узнана многими присутствовавшими:278.

И вот появляется другая фигура: она меньше и тоньше, руки её распростёрты. Кто-то из дальних рядов поднимается и подходит: обе фигуры соединяются в объятиях. «О Анна! — слышу я восклицания. — Мое дитя! Моя любимая!» Вторая женщина обнимает детскую фигурку: всхлипывания, плач, благословения — всё перемешивается. Моё тело раскачивается, в глазах темно. Чьи-то руки обнимают меня, хоть я при этом сижу на стуле. Грудь моя ощущает биение чужого сердца. Что-то происходит. Рядом со мной никого, никто не обращает на меня внимания. Все взгляды и мысли устремлены к маленькой фигурке, которую обнимают две женщины в чёрном. Может быть, это биение своего сердца я чувствую? Тогда чьи это руки на мне? Я ощущаю их прикосновения слишком отчётливо. Невозможно понять, кто я: фигурка в белом или та, что на стуле? Мои руки: они обвиты вокруг шеи пожилой леди, или они лежат на коленях той женщины, что сидит на стуле?.. Несомненно, женщины целуют мои губы. Это моё лицо повлажнело от слез которые пролиты ими в таком изобилии. Но как такое возможно? Это ужасно, утратить себя. Я хочу одного: поднять руки, лежащие столь безжизненно, прикоснуться ими к кому-нибудь. Мне нужно понять, я: я сама, или сон? Быть может, теперь я — это Анна, я растворилась в ней?— Мадам Д'Эсперанс

### Непенте
В 1893 году в круг потусторонних гостей сеансов Мадам д’Эсперанс вошёл «дух» египтянки, называвшей себя Непенте (от греч. Непенф). Её и медиума видели всегда одновременно. При этом, как отмечал один из наблюдателей феномена, А. Н. Аксаков, по-прежнему сходство материализованной фигуры с самой Мадам д’Эсперанс было очевидным. Новая гостья также приняла участие в экспериментах со слепками: по просьбе присутствующих она опускала кисти рук в расплавленный парафин и оставляла отпечатки рук, которые отличались, по словам очевидцев, удивительной красотой. Мастер, которому заказали изготовить слепки, не мог поверить своим глазам. Он решил, что имеет дело с «колдовством», поскольку «невозможно вынуть руку из восковой перчатки, не разрушив её».
Непенте покидала сеансы с грациозным поклоном головы, украшенной сияющей диадемой. По утверждению очевидцев, она на глазах у всех постепенно превращалась в светлое облако, которое в свою очередь постепенно растворялось. Однажды перед уходом она своей рукой написала в блокноте у одного из гостей нечто, чего никто из присутствующих прочесть не смог. Выяснилось, что слова эти на древнегреческом: «Я — Непенте, друг мой. Когда душа твоя будет подавлена невыносимой болью, позови меня, Непенте: я явлюсь и избавлю тебя от тягот».

### «Насилие» над Иоландой
В начале 80-х годов мадам д’Эсперанс окончательно отказалась от использования традиционного «кабинета». Дело было не только в нежелании возбуждать подозрения, но и в подсознательном страхе перед тем, что может произойти за пределами кабинета с материализованной фигурой. Трижды жизнь мадам д’Эсперанс подвергалась опасности из-за травм, полученных ею из-за действий наблюдателей, пытавшихся уличить её в мошенничестве.
Сначала произошёл инцидент в Ньюкасле, когда одному из присутствующих показалось, что материализованная фигура слишком напоминает саму Элизабет. Он схватил Иоланду — и увидел, что держит в руках медиума, которая должна была в тот момент находиться в кабинете. Однако разоблачение в полной мере не удалось, поскольку бесследно исчезли одеяния Иоланды. Сама же д’Эсперанс утверждала, что слилась с Иоландой воедино, а та в момент атаки мгновенно дематериализовалась, оставив её таким образом вне кабинета.
Подобный случай, происшедший в Гельсингфорсе в 1893 году, имел более тяжёлые последствия. Медиум после того, как Иоланда подверглась атаке, поседела за один вечер; у не` начались кровотечения из горла и был обнаружен разрыв лёгкого; тяжелая болезнь длилась два года. Вот как описывала она свои ощущения в момент «насилия над Иоландой»:
Я ощутила ужасающую, выворачивающую боль словно бы меня, подобно гуттаперчевой кукле, согнули пополам и сложили вдвое. Ужас и агонизирующая боль пронизали мое тело: я как будто утратила связь с жизнью и рухнула в страшную бездну. Я ничего не осознавала и не слышала: только эхо крика, который донёсся словно откуда-то издалека. Я чувствовала, что тону, но куда погружаюсь, понять не могла. Я пыталась спастись, но не могла ни за что ухватиться. А потом пришла пустота. От неё я пробудилась с сотрясавшим всё мое тело ужасом и чувством, будто меня избили до смерти.Оригинальный текст (англ.)All I knew was a horrible excruciating sensation of being doubled up and squeezed together, as I can imagine a hollow gutta percha doll would feel, if it had sensation, when violently embraced by its baby owner. A sense of terror and agonising pain came over me, as though I was losing hold of life and was falling into some fearful abyss, yet knowing nothing, hearing nothing, except the echo of a scream I heard as at a distance. I felt I was sinking down, I knew not where. I tried to save myself, to grasp at something, but missed it; and then came a blank from which I awakened with a shuddering horror and sense of being bruised to death.Мадам Д'Эсперанс
В книге «Страна теней» Мадам д’Эсперанс обрушилась с критикой на «мужчин средних лет из академических кругов», которые издеваются на сеансах над медиумами-женщинами. "Кровь вскипает в моих жилах, когда я слышу о том, как чувствительных медиумов … подвергают унижениям и оскорблениями так называемые «исследователи»:404, — писала она.
Между тем, Нандор Фодор (в книге «Меж двух миров») оставил несколько иную трактовку одного из таких инцидентов: 

Напомню об одном из самых любопытных конфузов в истории спиритуализма: историю с «изнасилованием Иоланды», духа-посредника Мадам д’Эсперанс. Этот дух — необычайно красивая девушка — любил удаляться от медиума на значительное расстояние и достаточно откровенно флиртовать с мужчинами из аудитории. Однажды кто-то из них решил ответить даме взаимностью, и это имело более чем неприятные последствия: из-за «эктоплазмического удара» мадам Д’Эсперанс тяжело заболела.— Нандор Фодор
В ходе сеансов мадам д’Эсперанс в Швеции были проведены успешные фотосессии, результатом которых явились первые изображения материализованных фигур. Эти фотографии, сделанные в марте 1880 года, вошли в альбом «Mediums and Daybreak» (1890). Впрочем, фотографические эксперименты также каким-то образом нанесли травму нервной системе медиума и были вскоре прекращены.

### Загадка «частичной дематериализации» медиума
Причиной повышенного интереса «разоблачителей» к феномену Мадам д’Эсперанс было то, что Фодор называет «величайшей странностью её медиумизма». Дело в том, что, судя по утверждениям некоторых исследователей, в момент материализации духа происходила частичная дематериализация тела медиума, и оно — от талии вниз — совершенно теряло видимость. Скептики поспешили усмотреть в этом подтверждение собственным подозрениям: раз «исчезновение» медиума совпадает с появлением материализованной фигуры, следовательно, медиум и «дух» — одно и то же лицо. С ними не согласился А. Н. Аксаков, взявшийся за исследование этого феномена. Результатом этой работы стала его книга «Случай частичной дематериализации» («A Case of Partial Dematerialization»), в которой автор писал: «факты свидетельствуют о том, что …по крайней мере в некоторых случаях тело медиума полностью поглощается для производства материальных фигур вне её кабинета»:85. Аксаков утверждал, что своими глазами на близком расстоянии наблюдал явление частичной дематериализации тела медиума, в частности, в Геттинберге.
Появились и другие сообщения о подобных странностях (в частности, об этом в журнале «Лайт» написал Стейнтон Мозес). Нечто подобное (по свидетельству Кёрноу) происходило на сеансе миссис Комптон, свидетелем чему был полковник Олкотт, утверждавший, что своими руками удерживал тело медиума, которая при этом оставалась невидимой. Позже появились сообщения о том, что в момент материализации медиум значительно теряет в весе.
«Дальнейшие исследования покажут, что происходит в подобных случаях, — писал в 1934 году Нандор Фодор. — Действительно ли фантом, растворяясь, затем возвращается в кабинет в форме эктоплазмы и воссоединяется с телом медиума? Действительно ли в некоторых случаях — возможно, под воздействием шока (усиленного общностью чувств и ощущений фантома и медиума) — последний полностью реинтегрируется в тело фантома — как и было (если верить спиритуалистам) в случаях, когда „разоблачители“ хватали призрачную фигуру и обнаруживали, что держат в руках самого медиума?»:86.

### Последние годы
После выхода автобиографической книги «Shadow Land», принёсшей ей известность, мадам д’Эсперанс опубликовала также «Северное сияние» («Northern Lights») — сборник очерков и рассказов, так или иначе связанных со спиритическим феноменом. Перед началом Первой мировой войны мадам д’Эсперанс оказалась в Германии. Здесь она была задержана и помещена под домашний арест. Все её бумаги и рукописи (в частности, подготовленные для второго тома «Страны теней») были конфискованы и, по-видимому, уничтожены.
Спиритуалисты считают, что «…жизнь мадам д’Эсперанс служит примером тому, с какими проблемами приходилось сталкиваться одарённым медиумам в викторианской Британии. Именно ценой их испытаний современный спиритуализм встал на ноги». «Те, кому предстоит заменить меня, также, возможно, будут страдать от незнания законов Божьих. Но мир всё же становится мудрее и, может статься, будущим поколениям не придётся, подобно мне, сражаться с узколобым догматизмом и безапелляционными суждениями необразованной толпы», — писала Элизабет Хоуп в последней главе книги «Страна теней».